# 约瑟夫·埃斯特拉达
约瑟夫·埃赫西托·埃斯特拉达（Joseph Ejercito Estrada，1937年4月19日—），本名何塞·马塞洛·埃赫西多（José Marcelo Ejército），昵称埃拉普（Erap），菲律宾电影明星，後從政，歷任市長、參議員、副總統。1998年5月當選菲律賓第13任總統，然而因任內被控貪污，引發菲律賓第二次人民力量革命，於2001年1月下台並遭判刑，後被時任菲律宾總統格洛麗亞·雅羅育特赦。
2010年5月，埃斯特拉達再度競選總統，以第二高票敗給艾奎諾三世。
2013年5月14日，埃斯特拉達參加馬尼拉市長選舉，擊敗前任市長林雯洛，當選馬尼拉市長。2019年，三連任失利卸任。

## 生平

### 演員
埃斯特拉達在1937年生於馬尼拉湯都區婦產醫院，他生於菲律賓的一個富裕家庭，共有九名兄弟姐妹。早於12歲時埃斯特拉達已加入話劇社成為演員。當時他已立志投身演藝事業，因此還取了名字「约瑟夫·埃斯特拉达」作為藝名。
憑著少年時演出經驗，1956年埃斯特拉達開始加入電影界任演員。在從影的三十多年間，埃斯特拉達主演了超過100部電影，並監製了電影共70部。1974年他還自資成立基金為同業人員提供福利。埃斯特拉達在許多電影中扮演出身低下階層的英雄角色，所建立的正面形象有助他角逐政治公職。

### 從政

#### 任總統之前
1967年開始從政，起先於1969年贏得仙範市市長大選。在任市長期間投放了大量資源於基礎建設上，如修建公路和學校，任期至1986年為止。
1987年當選國會參議員。
1992年菲德尔·瓦尔德斯·拉莫斯當選總統，埃斯特拉達則當選為副總統。任內埃斯特拉達還出任撲滅犯罪委員會的主席，至1997年為止。

#### 總統

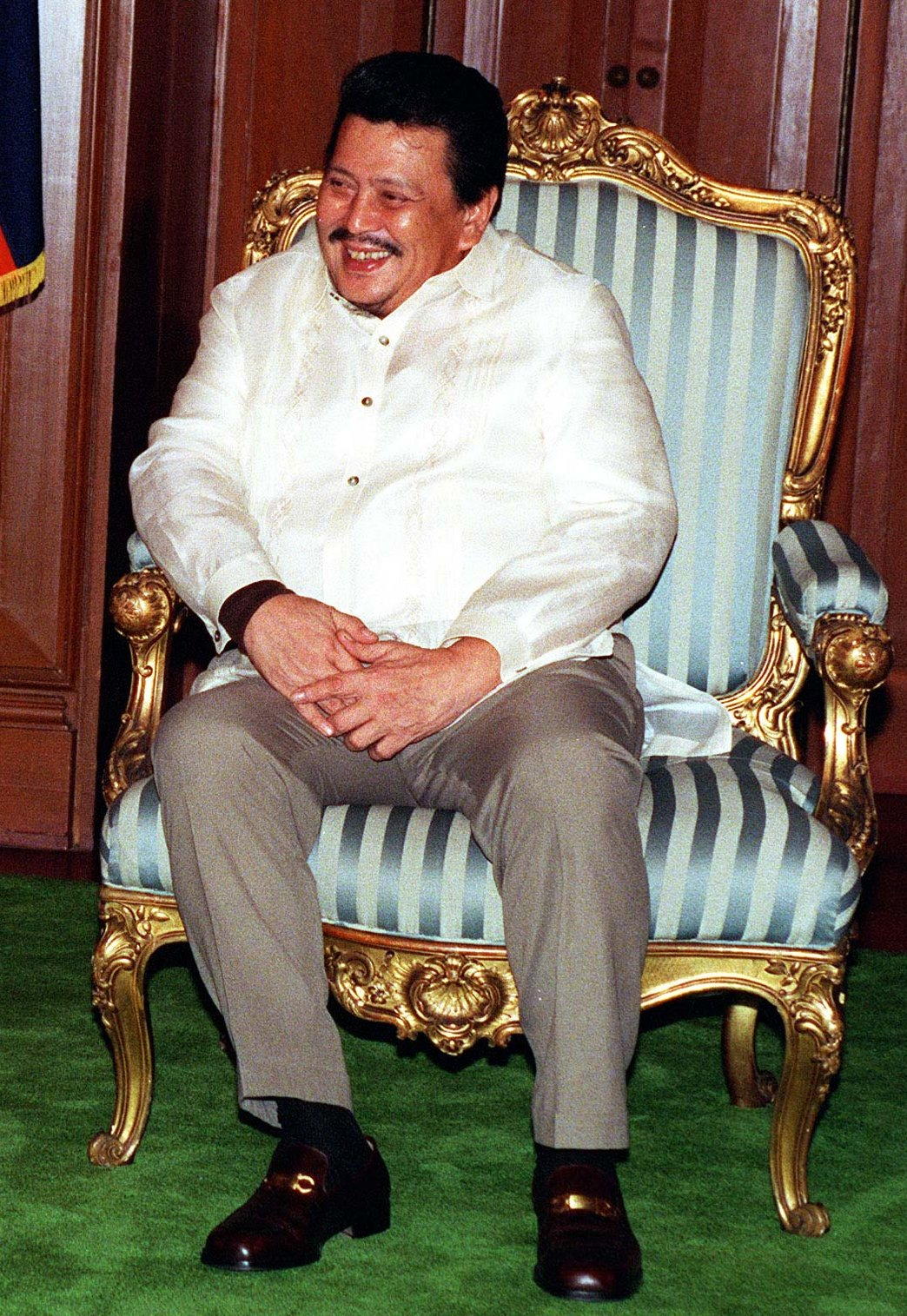
埃斯特拉達，1998年

1998年埃斯特拉達宣佈競選該年總統大選，並於同年5月11日成功當選總統。大選期間埃斯特拉達的得票率，也打破了過去多屆大選以來之紀錄。
總統任內正值亞洲金融風暴，振興經濟成為了埃斯特拉達首要任務。其間菲律賓經濟增長，成功地由1998年的-0.5%，躍升至1999年的3.2%；而本地投資增長率，也由1999年的18.8%，提高至2000年的21.2%。

#### 垮台
然而在總統任內，埃斯特拉達不斷被指貪污。2000年11月13日，菲律賓國會眾議院通過彈劾總統的議案，彈劾程序進入參議院階段。參議院於2001年1月以11票對10票決定，不得公開埃斯特拉達的銀行帳戶資料，彈劾案被逼無限期暫停。其間國內發生大規模示威，而菲律賓軍方及內閣成員亦拒絕繼續支持埃斯特拉達。副總統阿罗约夫人於1月20日宣誓出任總統，埃斯特拉達被逼下台。
經司法調查，埃斯特拉達被控告在擔任總統時貪污8000萬美元。2007年9月12日，法院裁定埃斯特拉达犯有盗窃国家财产罪，判处他终身监禁，同時需交出一所豪宅及1550萬美元財產，他的另一項作偽證控罪被裁定不成立。埃斯特拉達獲許在自己住所內被軟禁，不須進入監獄。同年10月獲菲律宾总统阿罗约夫人特赦，埃斯特拉达恢復自由。

#### 復出
埃斯特拉達參加了2010年5月舉行的總統選舉。由於菲律賓憲法規定，總統「在任四年或以上」之後不得競選連任，而埃斯特拉達先前只擔任總統兩年多便下台，因此得以再度參選。他在大選中得到9,487,837票，以26.25%得票率，居第二位落敗。
2013年5月14日期中選舉，埃斯特拉達擊敗林雯洛，當選馬尼拉市市長，成功回歸政界。
2019年，三連任失利，卸任市長。